# Smålänningen

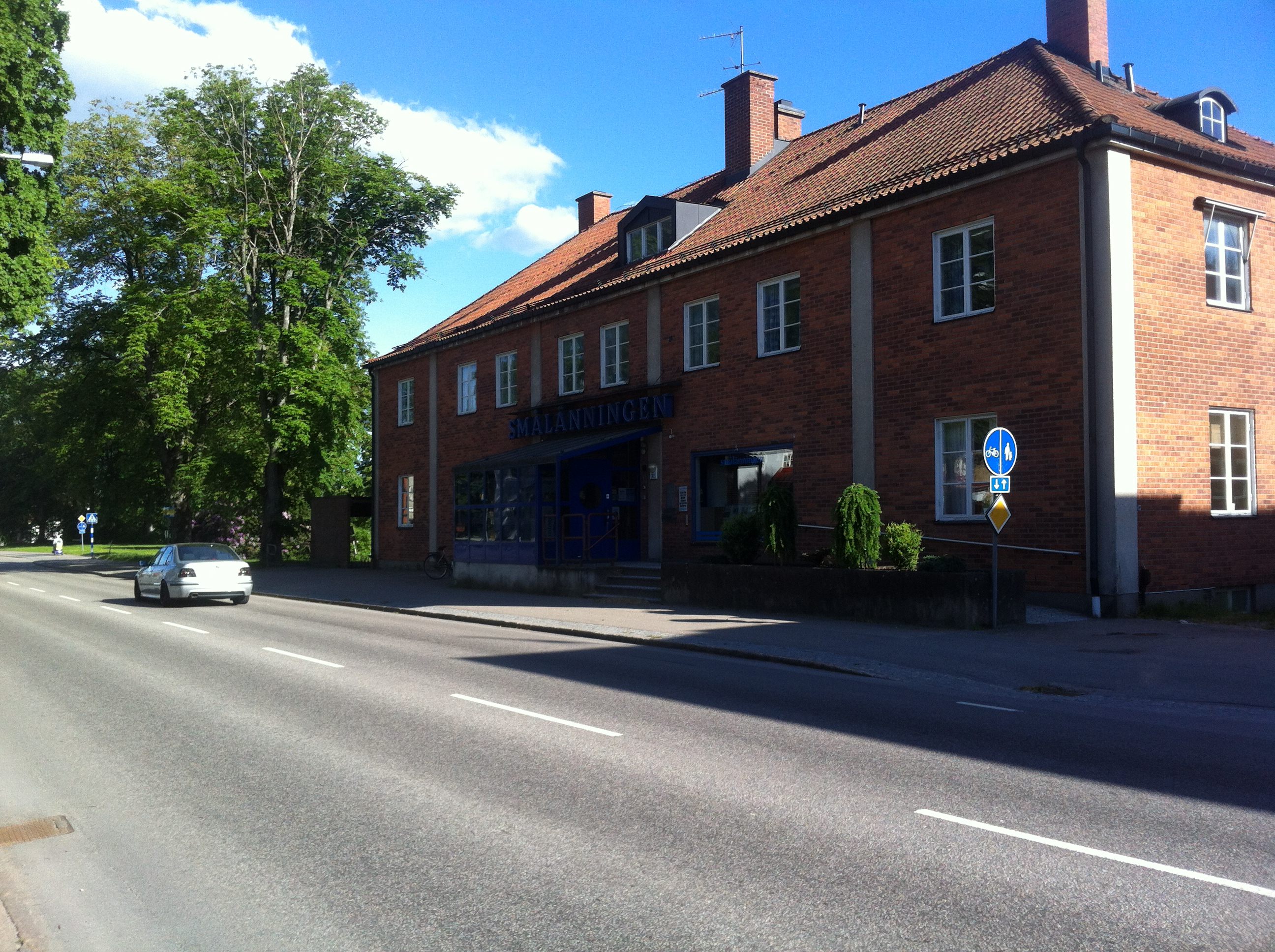
Smålänningens gamla huvudkontor, Storgatan 32, nu rivet

Smålänningen är en dagstidning som utkommer fem dagar i veckan (måndag till fredag) i Kronobergs län, som huvudsakligen täcker nyheter i kommunerna Ljungby, Markaryd och Älmhult. Tidningen har huvudkontor i Ljungby och lokalkontor i Markaryd och Älmhult. Tidningen grundades år 1921 i Ljungby av Elfrid Dürango och hade vid starten en politiskt neutral färg, år 1930 såg den sig som "nationell" och från 1931 som "borgerlig". Första exemplaret av tidningen kom ut den 6 december 1921. Tidningens fullständiga namn var då Ljungbytidningen Smålänningen. År 1935 startade man avläggaren Älmhults Tidning Smålänningen, som avsåg att ersätta den 1929-1934 med två nummer i veckan utgivna Älmhults tidning.  Avläggaren och huvudtidningen gick från den 2 december 1963 samman med det gemensamma namnet Ljungbytidningen Älmhults Tidning Smålänningen – i dagligt tal som tidigare  endast Smålänningen –  och centralredaktionen i Ljungby. Ortsangivelserna i namnet syftade ursprungligen till att undvika förväxling med den 1908–1916 i Jönköping utgivna veckotidningen Smålänningen. Upplagan är 12 200 exemplar och tidningen har 34 000 läsare.
Sedan 1969 ingår Smålänningen i Hall Media. I koncernen finns även tidningar som Jönköpings-Posten, Smålands-Tidningen, Tranås Tidning, Vetlanda-Posten, Smålands Dagblad, Värnamo Nyheter, Skaraborgs Läns Tidning, Falköpings Tidning och Västgöta-Bladet.

## Ansvariga utgivare
- 1963–1970 – Gunnar Edvard Torstensson Dürango[1]
- 1970–1976 – Sven Hilding Torstensson Dürango[1]
- 1976–1977 – Hans Olovsson[1]
- 1977–1982 – Sven Dürango[1]
- 1982–1982 – Hans Olovsson[1]
- 1982–1988 – Sven-Eric Petersson[1]
- 1988–1990 – Sven Dürango[1]
- 1990–1990 – Hans Olovsson[1]
- 1990–1998 – Sven Dürango[1]
- 1998–2005 – Ann-Christine Johansson[1]
- 2005–2005 – Christer Gustafsson[1]
- 2005–2010 – Helen Henning[1]
- 2010–2012 – Anita Johansson[1]
- 2012–2013 – Sven-Inge Idofsson[1]
- 2013–2014 – Anita Johansson[1]
- 2014–2014 – Lars Davidsson[1]
- 2014–2015 – Inger Abram Ohlsson[1]
- 2015–2015 – Mats Ottosson[1]
- 2015–2015 – Inger Abram Ohlsson (stf)[1]
- 2015–2015 – Ronny Karlsson[1]
- 2015–2015 – Mats Ottosson[1]
- 2015–2015 – Marie Johansson Flyckt[1]
- 2015–2015 – Mats Ottosson[1]
- 2015–2016 – Marie Johansson Flyckt[1]
- 2016–2016 – Mats Ottosson[1]
- 2016–2019) – Marie Johansson Flyckt[1]
- 2019– – Herman Nikolic[1]

## Redaktörer
- 1963–1981 – Axel Aspman[1]
- 1981–1982 – Hans Olovsson[1]
- 1982–1988 – Sven-Eric Petersson (redaktionschef)[1]
- 1988–1990 – Christer Gustavsson (redaktionschef)[1]
- 1990–1990 – Hans Olovsson[1]
- 1990–1994 – Ulf Matson (redaktionschef)[1]
- 1997–2008 – Christer Gustafsson (redaktionschef)[1]
- 2008–2014 – Anita Johansson (redaktionschef)[1]
- 2014–201? – Inger Abram Ohlsson[1]
- 2017? – Anna Lilliequist (nyhetschef)